# Christian Eduard Boettcher

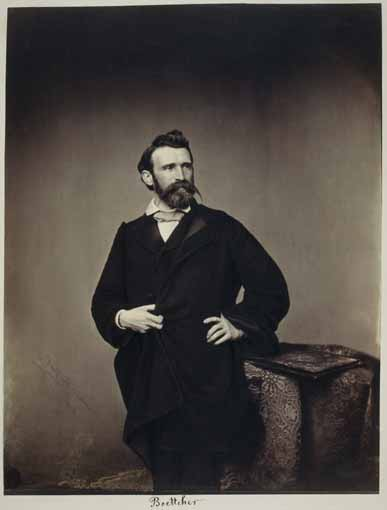
Christian Eduard Boettcher, 1858 fotografiert von Franz Hanfstaengl

Christian Eduard Boettcher, auch Böttcher (* 9. Dezember 1818 in Imgenbroich; † 15. Juni 1889 in Düsseldorf), war ein deutscher Maler der Rheinromantik.

## Werdegang
Boettcher besuchte zunächst 1833 bis 1838 die Kunstschule Stuttgart unter Johann Heinrich von Dannecker und bildete sich zum Lithographen aus. Anschließend arbeitete er als solcher für das Ebner'sche Verlagshaus in Stuttgart sowie für die Lithographische Anstalt Arnz & Comp. in Düsseldorf. 1844 bis 1849 studierte er an der Kunstakademie Düsseldorf bei dem Historienmaler Theodor Hildebrandt und in der Meisterklasse von Friedrich Wilhelm von Schadow. Nach Beendigung des Studiums ließ er sich in Düsseldorf nieder und wurde 1872 zum Professor der Kunstakademie ernannt. 1848 gehörte er zu den Gründungsmitgliedern des Künstlervereins Malkasten, dessen Vorstand er zeitweise angehörte. Er war Mitglied des Vereins der Düsseldorfer Künstler zur gegenseitiger Unterstützung und Hülfe sowie der akademischen Vereinigung „Orient“.

## Künstlerische Tätigkeit

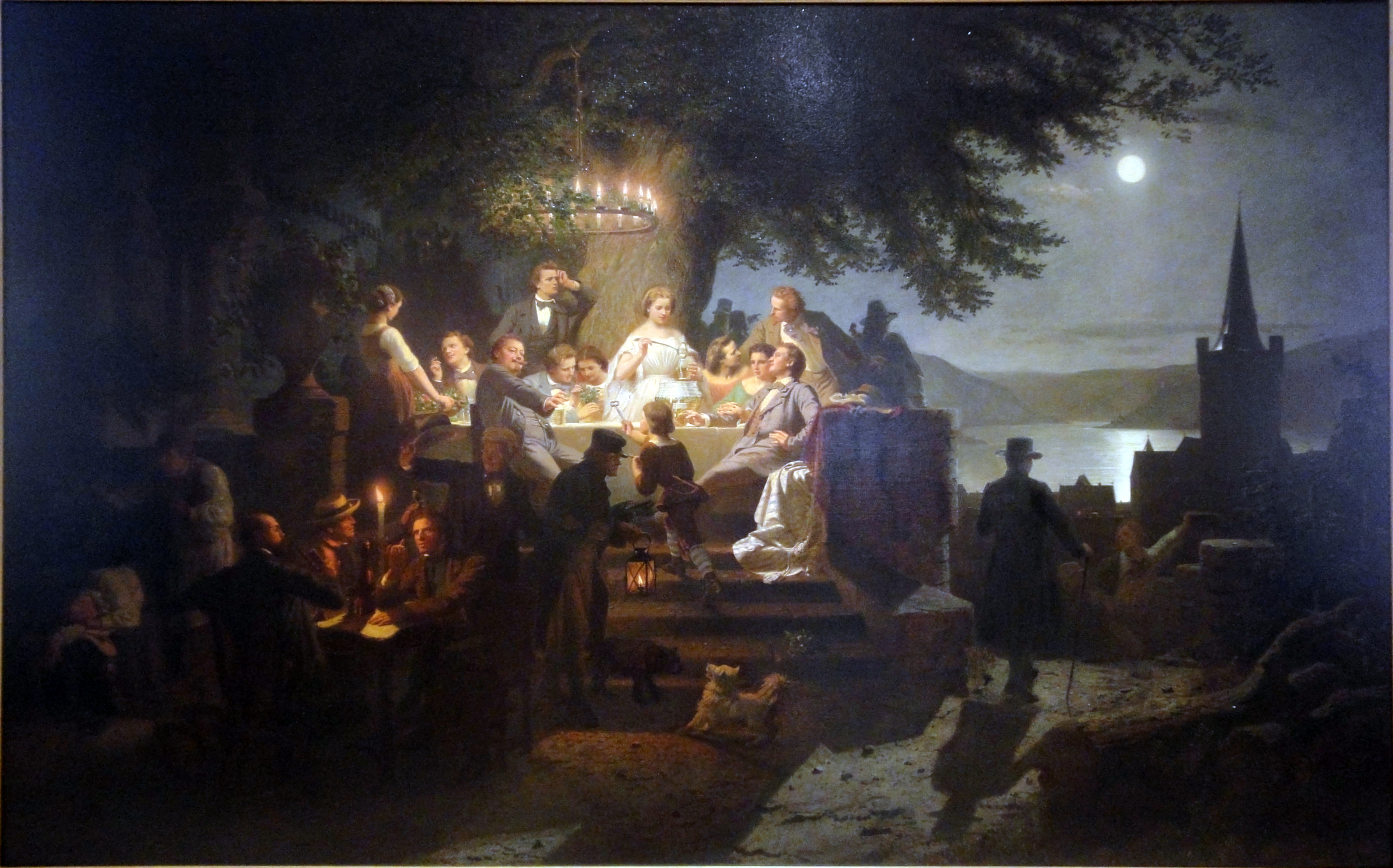
Sommernacht am Rhein, 1862

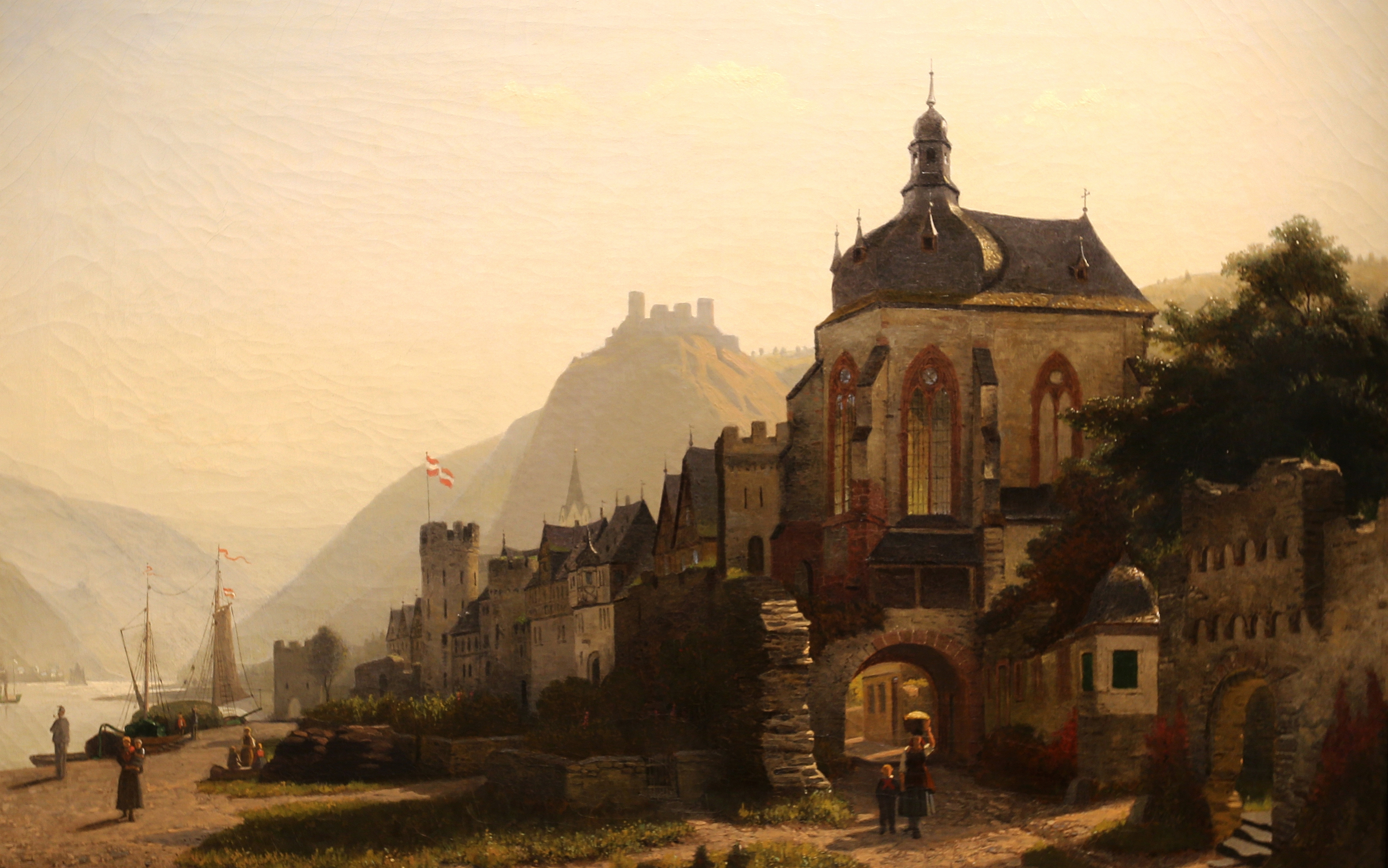
Oberwesel mit Schönburg, 1884

In seinem Werk widmete sich Boettcher vor allem Porträt- und Figurenbildern, wobei er anfänglich – unter dem Einfluss Carl Wilhelm Hübners – sozialkritische Themen bevorzugte, etwa mit den Gemälden Der Blinde und sein Führer (1845) und Die Entlassung des Gefangenen (1848). In den 1860er/70er Jahren entstanden Gemälde, die die Darstellung von Menschen, Städten und Landschaften am Rhein, lokalisierbar zwischen Bingen und Köln, zusammenfügen und deren Themen gelegentlich in der Tradition Adolph Schroedters stehen. Im Gegensatz zu Schroedter, der häufig einen satirischen und kritischen Ansatz verfolgte, betonen Boettchers populäre Kompositionen abweichend von der Lebenswirklichkeit jedoch eine spätromantisch-sentimentale Stimmung, etwa in Heuernte am Rhein (1856) sowie Abend am Rhein (1860) und Sommernacht am Rhein (1862), die beide (identifizierbare) Düsseldorfer Künstler vor einem Wirtshaus zeigen, Rheinische Ernte bei Sinzig (1864), Der Tourist am Rhein – vermutlich der Maler Adolf Seel – (1865), Landhaus am Rhein (1866), Auszug zur Weinlese (1867), Am Marktbrunnen einer rheinischen Stadt (1870), Rheinfahrt an der Loreley (1880) und Oberwesel mit Schönburg (1884). Auch als Bildnismaler und -zeichner trat Boettcher in Erscheinung, unter anderem mit Porträtzeichnungen der Maler Carl Gottfried Eybe und Hermann Werner. Lithografien nach seinen Arbeiten erschienen in den Düsseldorfer Künstleralben sowie in der „Sammlung von Lithographien nach Genrebildern Düsseldorfer Künstler“, Holzstiche in vielen illustrierten Blättern der Zeit. Sein eigenes Bildnis, gemalt von Ernst Bosch, ein weiteres von Adolf Lins sowie eine Karikatur besitzt der Künstlerverein Malkasten in Düsseldorf.

## Gemälde

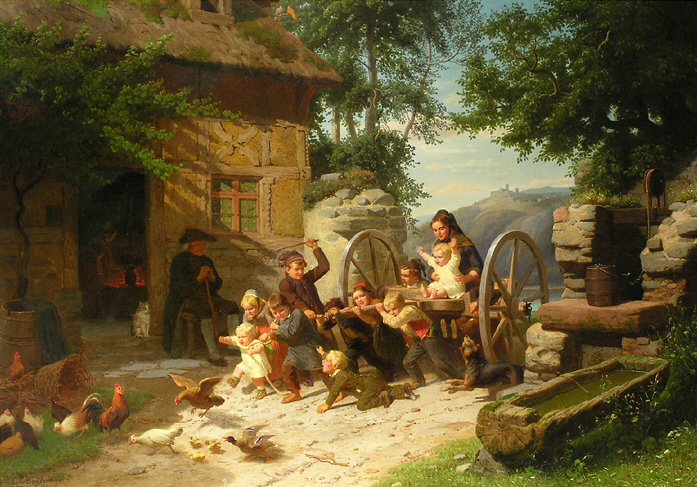
Kinderspiel auf dem Hof

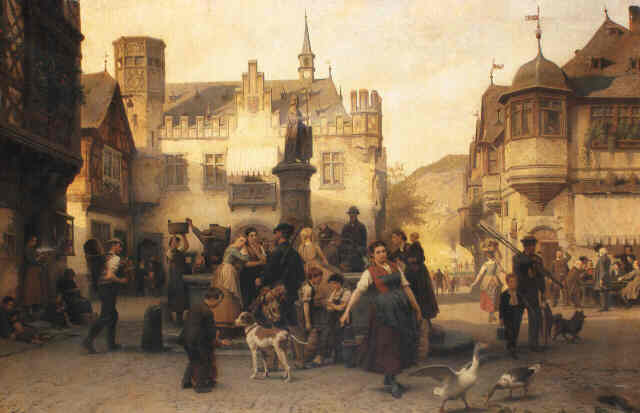
Am Marktbrunnen von Bingen

Zu den bekanntesten und bedeutendsten dieser rheinischen Bilder gehören
- Heinrich Ed. Anschütz als Marquis Posa in Schillers ‚Don Carlos‘ (1840), München, Theatermuseum
- Der Blinde und sein Führer (1845)
- Bildnis Amalie Wolff, spätere Frau von Benkraths (1847), Krefeld, Kaiser Wilhelm Museum
- Entlassung eines Gefangenen (1848)
- Bildnis der Frau Wilhelm Beissel (1849)
- Nach der Schlacht (1851)
- Heimkehr vom Schulfest / Maitag (1852), Bonn, Rheinisches Landesmuseum
- Der strafende Schuhmacher (1853)
- Bildnis der Mathilde Mollier, geb. von Franqué (1853)
- Sommerabend am Rhein (1855)
- Heuernte an der Lahn (1856)
- Kinderkonzert (1857)
- Abend am Rhein (1860)
- Rheinische Ernte (1861)
- Herbstabend (1861)
- Sommernacht am Rhein (1862), Köln, Wallraf-Richartz-Museum
- Abend im Schwarzwald (1863), Leipzig, Kunstmuseum
- Rheinische Dorfjugend (1863)
- Sommermorgen am Rhein (1864)
- Auf der Wanderschaft (1865)
- Auszug zur Weinlese (1866)
- Glückliche Menschen in der Hütte und Glückliche Menschen im Palast (1866)
- Am Marktbrunnen einer rheinischen Stadt (1870)
- Landhaus am Rhein (1870)
- Heimkehr vom Feld (1872)
- Rheinischer Schieferdecker (1874)
- Sonntag am Rhein (1875)
- Blick auf Burg Katz und die Loreley (1876), Bonn, Sammlung Rheinromantik
- Mutterglück (1877)
- Blick von Muffendorf bei Bonn auf das Siebengebirge (1877), Bonn, Sammlung Rheinromantik
- Überfahrt an der Loreley (1880), Bonn, Sammlung Rheinromantik
- Der Rhein bei Rolandseck (1882), Bonn, Sammlung Rheinromantik
- Des Köhlers Abendgebet (1884)
- Oberwesel mit Schönburg (1884), Bonn, Rheinisches Landesmuseum
- Oberwesel (1888): Bonn, Sammlung Rheinromantik
- St. Goar und Goarshausen am Rhein (1885)
- Dausenau bei Ems (1887)
- Leutesdorf mit Andernach am Rhein (1888)
- Reisig sammelnde Kinder[1]

- Bildnis Frl. Bertha von Stadman, Haus Besselich bei Vallendar
- Bildnis Leonhard Rausch, Düsseldorf, Künstlerverein Malkasten
- Bildnis August Beck, Düsseldorf, Künstlerverein Malkasten
- Bildnis Bünker, Düsseldorf, Künstlerverein Malkasten
- Bildnis Theodor Mintrop
- Bildnis Josef Gotthard Lossen (1795–1866), Bildnis Maria Anna Lossen, geb. Cathrein (1806–1887) und Bildnis Maximilian Lossen

## Schriften
- Handschriftlicher Lebenslauf: Künstlerverein Malkasten (Archiv), Düsseldorf